# Santa Margarida i els Monjos
Santa Margarida i els Monjos – gmina w Hiszpanii, w prowincji Barcelona, w Katalonii, o powierzchni 17,48 km². W 2011 roku gmina liczyła 7121 mieszkańców.